# さざ波ラプソディー
『さざ波ラプソディー』は、2017年公開の日本映画。TWILIGHT FILEシリーズ30作目。主演は市來玲奈。他に廣瀬大介、黒田アーサー、松井誠、堀川りょう、浜田ブリトニー、いしだ壱成が出演。

## キャスト
- 市來玲奈
- 廣瀬大介
- 黒田アーサー
- 松井誠
- 堀川りょう
- 浜田ブリトニー
- 岩田陽葵
- 山本博子
- 立花このみ
- 高崎かなみ
- 藤原亜紀乃
- 鎌田らい樹
- いしだ壱成
- 田内季宇

## スタッフ
- エグゼクティブプロデューサー/ 製作 - 神品信市
- プロデューサー -
- 脚本・監督 - 櫻井信太郎
- 助監督 - 島崎真人
- 製作 - MIRAI PICTURES JAPAN
- 配給 - MIRAI